# San Sebastiano (Perugino San Paolo)
San Sebastiano conosciuto anco come San Sebastiano alla colonna è un dipinto del pittore Perugino realizzato circa nel 1500-1510 e conservato nel Museo d'arte di San Paolo in Brasile